# Isabel Sörling
 (mars 2023).
Si vous disposez d'ouvrages ou d'articles de référence ou si vous connaissez des sites web de qualité traitant du thème abordé ici, merci de compléter l'article en donnant les références utiles à sa vérifiabilité et en les liant à la section « Notes et références ».
Isabel Sörling, née en 1987 à Ulricehamn est une chanteuse et compositrice de jazz suédoise.

## Biographie
Isabelle Sörling a étudié la musique d'improvisation à l'Académie de Musique et Dramaturgie de Göteborg, puis le jazz expérimental et l'improvisation au Conservatoire National Supérieur de Musique et de Danse de Paris.
En 2010 elle fonde le Sextet Farvel.
Son premier album A Feather from a Human sort en 2011. En 2013 paraît son second album, Something Came Wth the Sun, avec Marc Antoine Perrio (guitare et dobro), Christophe Wallemme (basse et double basse), Grégoire Korniluk (cello) et Fiona Monbet (violon). Ibrahim Maalouf est arrangeur et producteur de cet album. En 2020, son troisième album, Mareld, est publié sur le label IKI Records.
Elle a écrit la musique et les paroles de ses albums solo, ainsi que pour les groupes Farvel et Soil Collectors. Elle a également composé les œuvres "Glömd Horisont I, II" et "A dream I, II, III" pour quatuor à cordes et quatuor de jazz pour le Stockholm Jazz Festival, qui ont été diffusées par la radio nationale suédoise en 2018. Elle se produit en 2016 au Match & Fuse London Festival, à Londres.
Elle a également travaillé avec Airelle Besson (Radio One), Christophe Wallemme (Ôm Project), Paul Lay, Paul Anquez, Bribe4, Guilhem Flouzat (Turn the Sun to Green, 2021) et Anne Paceo (S.H.A.M.A.N.E.S.). En 1995, elle interprète (avec Linda Oláh) les parties vocales d'un album consacré à la musique du compositeur Moondog, enregistré par le groupe Cabaret Contemporain. Elle a également chanté dans les deux documentaires Human (Réalisateur : Yann Arthus-Bertrand ; Musique : Armand Amar) et Terra (Yann Arthus-Bertrand, Michael Pitiot/Armand Amar), la chanson titre de la série télévisée française Jusqu'au dernier et dans le spectacle de danse Vertical (Mourad Merzouki / Cie cage).
Elle a fait des tournées en Europe et en Amérique du Nord et a présenté sa musique dans des festivals tels que le 12 Points Festival à Dublin, le Umeå Jazz Festival et Jazzahead. 
Isabelle Sörling vit et travaille principalement à Paris, et parfois à Göteborg.

## Prix et récompenses
Elle obtient une Victoire du Jazz, en 2021, catégorie « Voix de l'année ».